# Bonifaz Zölß
Bonifaz Zölß OSB (* 11. März 1875 in Kirchdorf an der Krems als Josef Zölß; † 22. März 1956 in Admont) war ein österreichischer Geistlicher und der 64. Abt des Benediktinerstiftes Admont in der Steiermark.

## Leben
Bonifaz Zölß wurde am 11. März 1875 in Kirchdorf an der Krems geboren und auf den Namen Josef getauft. Als Museaner (Internatsschüler) besuchte der Sängerknabe von 1887 bis 1895 das Stiftsgymnasium Kremsmünster, ehe er in das Noviziat eintrat. In weiterer Folge begann er ein Theologiestudium im Chorherrenstift St. Florian. Nach der Priesterweihe am 29. Juli 1900 studierte er an der Universität Wien und promovierte dort im Jahre 1904 zum Dr. rer. nat. Seine Dissertation behandelte Beiträge zur Kenntnis der atmosphärischen Elektrizität. Danach war er in den Jahren 1904 bis 1905 an der Kuffner-Sternwarte in Wien-Ottakring tätig und unterrichtete parallel dazu am Schottengymnasium im 1. Wiener Gemeindebezirk Innere Stadt. Danach war er von 1905 bis 1934 als Professor für Mathematik am Stiftsgymnasium Kremsmünster aktiv und zusätzlich Adjunkt der Sternwarte Kremsmünster, als solcher er 1929 beurlaubt wurde. Als Adjunkt der Sternwarte leitete er den Bau des Meridiankreishauses (1907) und war im Jahre 1910 der Planer und von 1910 bis 1938 der Prokurist des Elektrizitätswerkes des Stiftes Admont.
In den Jahren 1929 bis 1931 war er Sekretär des Wirtschaftsrates und danach von 1931 bis 1938 Sekretär des Seniorenrates. In den Jahren 1930 bis 1938 übte er zudem das Amt des Cellerars aus und war in den Jahren 1932 bis 1936 geschäftsführender Stellvertreter des Apostolischen Administrators der Abtei St. Lambrecht, dem aus Böhmen stammenden Hermann Peichl. Als der seit 1907 im Amt befindliche Abt Oswin Schlammadinger sein Amt Anfang des Jahres 1935 aufgrund finanzieller Schwierigkeiten zurücklegte und in den frühzeitigen Ruhestand ging, wurde der als Wirtschaftsfachmann bekannte Zölß nach dessen Resignation zum Apostolischen Administrator des Stiftes Admont bestellt. Bis zum Anschluss Österreichs im Jahre 1938 gelang es ihm durch Verkäufe von Liegenschaften, Kunstwerken und kostbaren Büchern die Finanzen des Stiftes weitestgehend zu sanieren. Unter den Verkäufen war unter anderem auch die sogenannte Admonter Madonna, die um 1310 datiert wird und in weiterer Folge nach Graz (danach jahrzehntelang ausgestellt im Grazer Joanneum) verkauft wurde.
Bereits 1929 hatte Zölß die Abtwahl in Kremsmünster ausgeschlagen; ebenso tat er dies bei einer Berufung nach Lambach. 1938 akzeptierte er allerdings die Wahl zum Koadjutor mit dem Recht der Nachfolge, ehe er am 4. Mai 1938 benediziert wurde. Im darauffolgenden Jahr wurde das Kloster aufgehoben und das Stift mit all seinen Besitztümern von der Gestapo beschlagnahmt. Das vertriebene Konvent teilte sich größtenteils in den umliegenden Abteien und Klöstern auf. Zölß hielt sich während der bis zum Ende des Zweiten Weltkrieges im Jahre 1945 andauernden Vertreibung bis 1941 im Stift Kremsmünster auf und war danach bis 1945 im nahen St. Gallen.

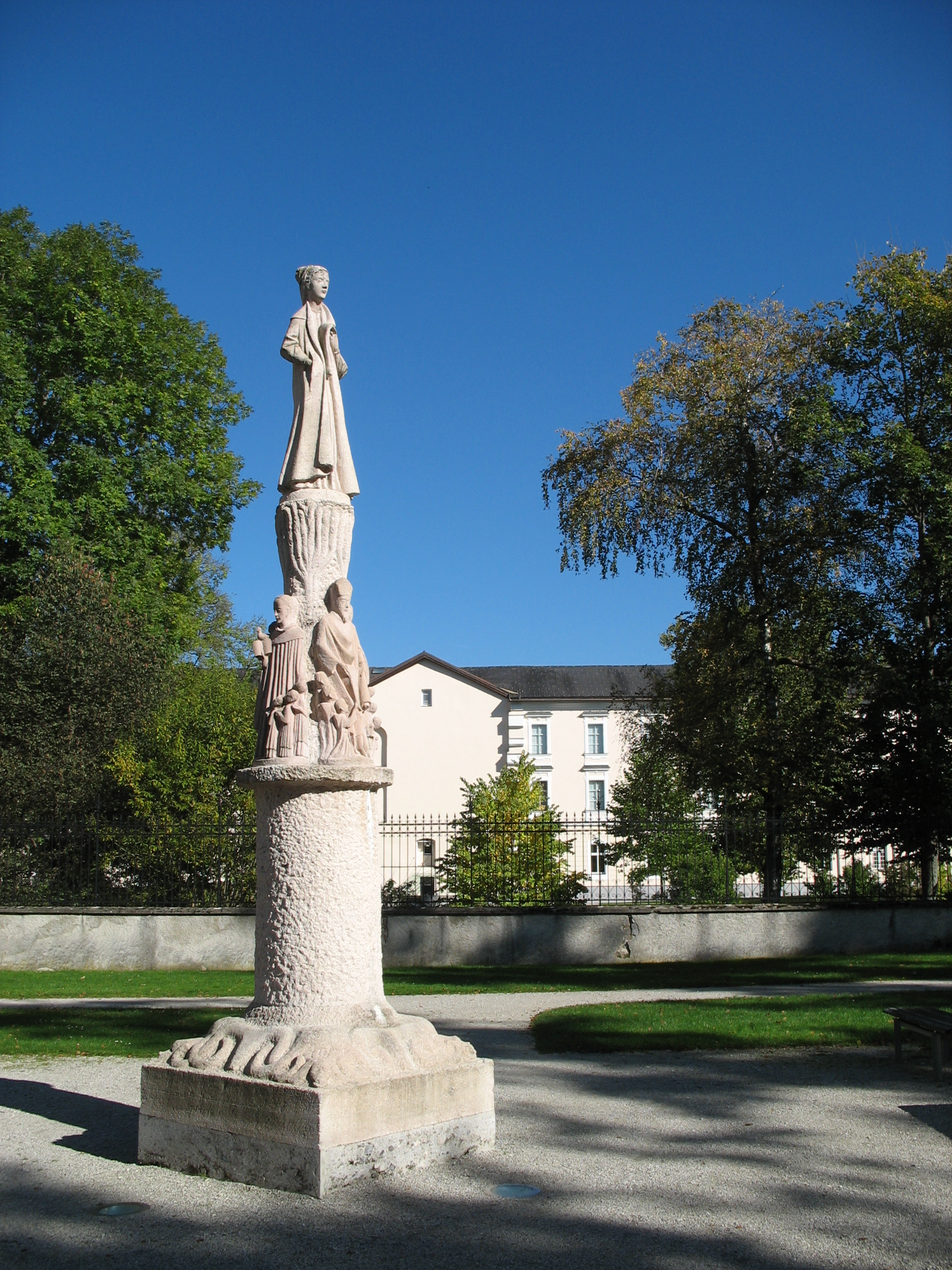
Bildsäule der Hl. Hemma

Nach der Rückkehr in das Stift behielt er sein Amt als Koadjutor mit dem Recht der Nachfolge bis zum Tod von Abt Oswin Schlammadinger im Jahre 1953 bei, ehe er selbst zum Abt aufstieg. Die Hauptaufgabe während seiner Amtszeit wurde die Wiedererrichtung des monastischen Lebens im Stift und die Sicherung von dessen wirtschaftlicher Grundlage durch den Rückerwerb der zwischenzeitlich veräußerten Güter. Unter seiner Leitung wurde die 1946 durch Brand zerstörte Filialkirche Ardning wiederaufgebaut, 1947 bis 1949 die Wallfahrtskirche Frauenberg an der Enns und bis 1951 die Stiftskirche Admont restauriert, das 1942 durch Brand zerstörte Schloss Kaiserau wiederaufgebaut und das Admonter Stiftsgymnasium wiedererrichtet. Im Pfarrhof von Frauenberg gründete er eine Niederlassung des Benediktinerinnenklosters Steinerkirchen.
Am 22. März 1956, elf Tage nach seinem 81. Geburtstag, verstarb Bonifaz Zölß an einem Herzinfarkt und wurde im Chor der Wallfahrtskirche Frauenberg beigesetzt. Sein Nachfolger als Abt wurde Koloman Holzinger, der selbst bis zu seinem Tod im Jahre 1978 im Amt blieb. Heute erinnert unter anderem die Bildsäule der Hl. Hemma im Außenbereich des Stiftes Admont an Abt Bonifaz.

## Wappenschild

Wappen des Abtes Bonifaz Zölß in der Wallfahrtskirche Frauenberg

Das Wappenschild von Abt Bonifaz Zölß ist in zwei horizontale Abschnitte eingeteilt. Der untere Bereich vereinnahmt dabei etwa zwei Drittel des Schildes. In ebendiesem Abschnitt sind – als Verweis auf seine Tätigkeit als Astronom – in blauem Feld vier Sterne dargestellt, das obere schmälere Feld zeigt das Christusmonogramm zwischen Alpha und Omega. Das Motto lautete MONASTERIO ET FRATRIBUS (Dem Kloster und den Mitbrüdern).